# Die Umwege des schönen Karl
Die Umwege des schönen Karl è un film del 1938 diretto da Carl Froelich.

## Produzione
Le riprese del film, prodotto dalla Tonfilmstudio Carl Froelich, durarono dal 20 settembre all'ottobre 1937

## Distribuzione
Distribuito dalla Tobis-Filmverleih con il visto di censura B.47381 del 13 gennaio, uscì nelle sale cinematografiche tedesche presentandolo al Capitol di Berlino il 31 gennaio 1938. La Slaviafilm distribuì il film in Cecoslovacchia, la Tobis-Sascha Film-Vertrieb in Austria.